# دوري كرة القدم النرويجي الدرجة الأولى 1974
دوري كرة القدم النرويجي الدرجة الأولى 1974 (بالنرويجية: 1. divisjon fotball for menn 1974)‏ هو موسم من الدوري النرويجي الدرجة الأولى. فاز فيه نادي فيكينغ.